# Elva (Włochy)
Elva – miejscowość i gmina we Włoszech, w regionie Piemont, w prowincji Cuneo.
Według danych na rok 2004 gminę zamieszkuje 108 osób, 4,2 os./km².